# Kazimierz Bartkiewicz
Kazimierz Bartkiewicz (ur. 11 listopada 1930 w Dąbrowie Dolnej, zm. 27 października 2002 w Krakowie) – polski historyk, specjalizujący się w historii nowożytnej Polski i powszechnej; nauczyciel akademicki związany z Wyższą Szkołą Pedagogiczną w Zielonej Górze i jej czwarty rektor w latach 1984–1990.

## Życiorys
Urodził się w chłopskiej rodzinie w 1930 roku w Dąbrowie Dolnej, w powiecie kieleckim, gdzie spędził swoje dzieciństwo i wczesną młodość. Szkołę podstawową i średnią ukończył w pobliskim Bodzentynie. Następnie podjął studia historyczne w Państwowej Wyższej Szkole Pedagogicznej w Krakowie, zdobywając tam tytuł magistra historii w 1954 roku.
Bezpośrednio po zakończeniu studiów przeniósł się wraz z żoną Elżbietą (koleżanką ze studiów) na Ziemie Odzyskane do Nowej Soli, a następnie Zielonej Góry, gdzie pracował jako nauczyciel historii, a następnie w 1969 roku został dyrektorem Ośrodka Metodycznego i Oddziału Doskonalenia Nauczycieli. W międzyczasie prowadził badania historyczne, które stały się podstawą do napisania pracy doktorskiej pt. Dzieje Ziemi Kłodzkiej w wiekach średnich i uzyskania stopnia naukowego doktora nauk humanistycznych, który otrzymał na swojej macierzystej uczelni w 1970 roku.
W 1975 roku związał się zawodowo Wyższą Szkołą Pedagogiczną w Zielonej Górze. Poza działalnością naukowo-dydaktyczną zajmował się sprawami organizacyjnymi tej uczelni. W latach 1975–1980 sprawował urząd dziekana Wydziału Humanistycznego WSP, a potem od 1981 do 1984 prorektora. W 1984 roku został wybrany na rektora tej uczelni i funkcję tę pełnił przez dwie kadencje do 1990 roku. W latach 1996–1999 piastował urząd dyrektora Instytutu Historii WSP. Poza pełnieniem tych wszystkich funkcji wciąż prowadził intensywne badania naukowe, których owocem było napisanie rozprawy habilitacyjnej pt. Obraz dziejów Polski w świadomości historycznej epoki Oświecenia, na podstawie której Rada Wydziału Historycznego Uniwersytetu im. Adama Mickiewicza nadała mu stopień naukowy doktora habilitowanego nauk humanistycznych w zakresie historii. W 1987 roku Rada Państwa nadała mu tytuł profesora nauk humanistycznych. Przez wiele lat pełnił także funkcję kierownika Zakładu Historii Polski i Powszechnej XVI-XVIII wieku w Instytucie Historii WSP.
Poza działalnością uczelnianą do końca istnienia Komisji do spraw Stopni Kwalifikacji Nauczycieli przewodniczył jej składowi do spraw historii. Brał aktywny udział w pracach Komitetu Okręgowego Olimpiady Historycznej, będąc jej jurorem, ale także wspomagając organizacyjnie swą małżonkę, która przez wiele lat pełniła w niej funkcję sekretarza. Był członkiem wielu towarzystw oraz zespołów naukowych. Był prezesem zielonogórskiego oddziału Polskiego Towarzystwa Historycznego, wiceprezesem Lubuskiego Towarzystwa Naukowego, członkiem Komitetu Nauk Historycznych Polskiej Akademii Nauk oraz Polskiego Towarzystwa Badań nad Wiekiem Osiemnastym. W 1999 roku przeszedł na emeryturę i przeprowadził się do Krakowa, gdzie zmarł w 2002 roku.

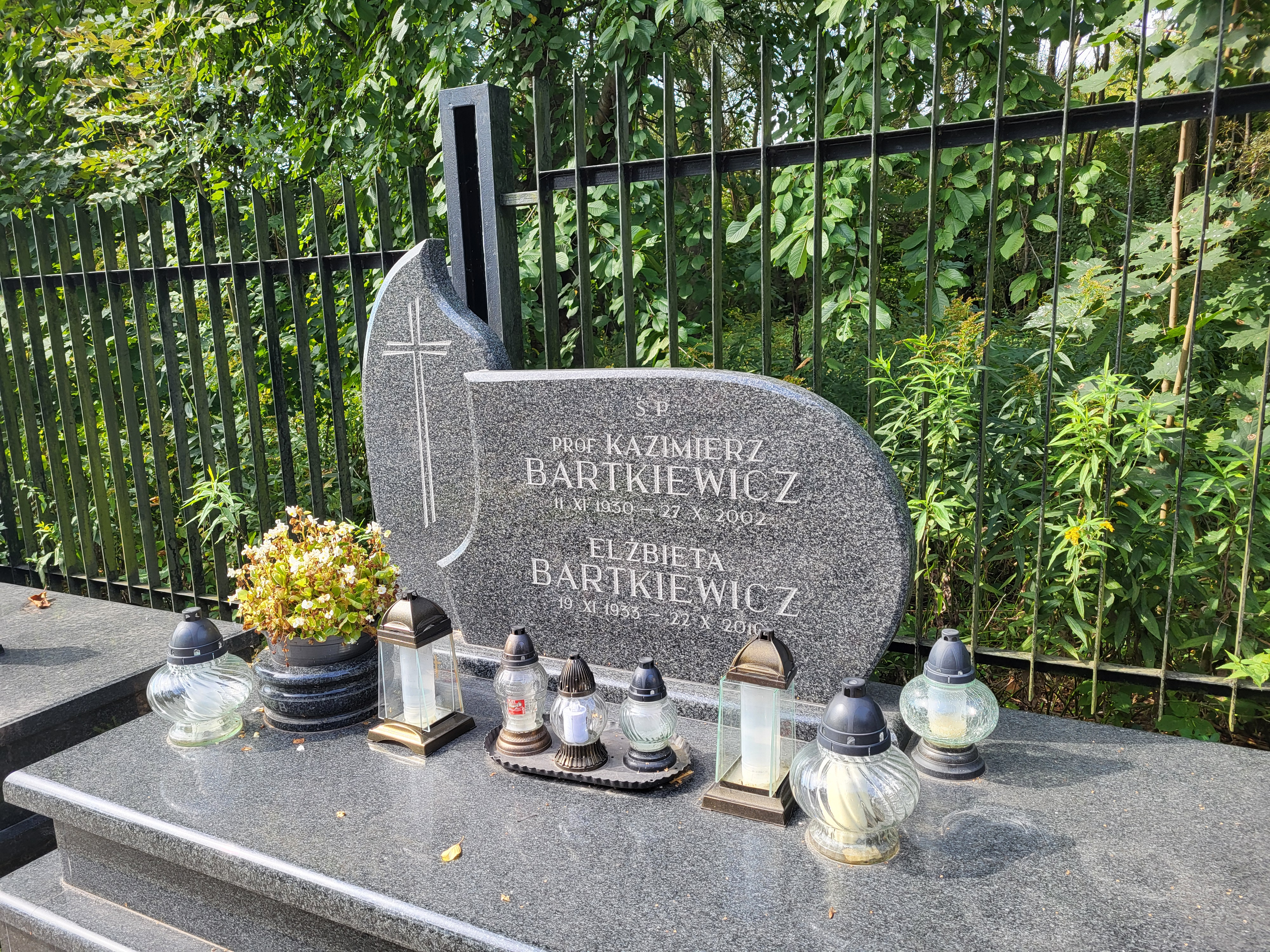
Grób Kazimierza Bartkiewicz na cmentarzu Salwatorskim w Krakowie

Ojciec Brunona Bartkiewicza.

## Dorobek naukowy
Jego zainteresowania badawcze koncentrowały się głównie wokół problematyki nadodrzańskiej i świadomości historycznej, zwłaszcza okresu oświecenia. Zajmował się także historią regionalną. Często udawało mu się łączyć oba te kierunki badań. Wypromował pięciu doktorów: Małgorzatę Konopnicką-Szatarską, Tadeusza Dzwonkowskiego, Bogumiłę Burdę, Wojciecha Strzyżewskiego i Tomasza Jaworskiego. Do jego najważniejszych publikacji należą:
- Dzieje Ziemi Kłodzkiej w wiekach średnich, Wrocław 1977.
- Obraz dziejów ojczystych w świadomości historycznej w Polsce doby Oświecenia, Poznań 1979.
- Wyższa Szkoła Pedagogiczna w Zielonej Górze 1971–1981, Zielona Góra 1983.
- Od Długosza do Parczewskiego. Z dziejów myśli o polskich ziemiach zachodnich, Zielona Góra 1985.
- Ziemie nadodrzańskie w myśli historyczno-politycznej polskiego Oświecenia, Warszawa–Poznań 1988.
- Nauczanie historii dziś: zaszłości i oczekiwania Zielona Góra 1992.
- Wojna trzydziestoletnia (1618–1648) na ziemiach nadodrzańskich, Zielona Góra 1993.
- Źródła i materiały do dziejów Środkowego Nadodrza. Wybór, Zielona Góra 1996.
- Polska – Saksonia w czasach Unii (1697–1763). Próba nowego spojrzenia, Zielona Góra 1998.
- Adam Naruszewicz i historiografia Oświecenia, Zielona Góra 1998, redaktor.